# Borghesia

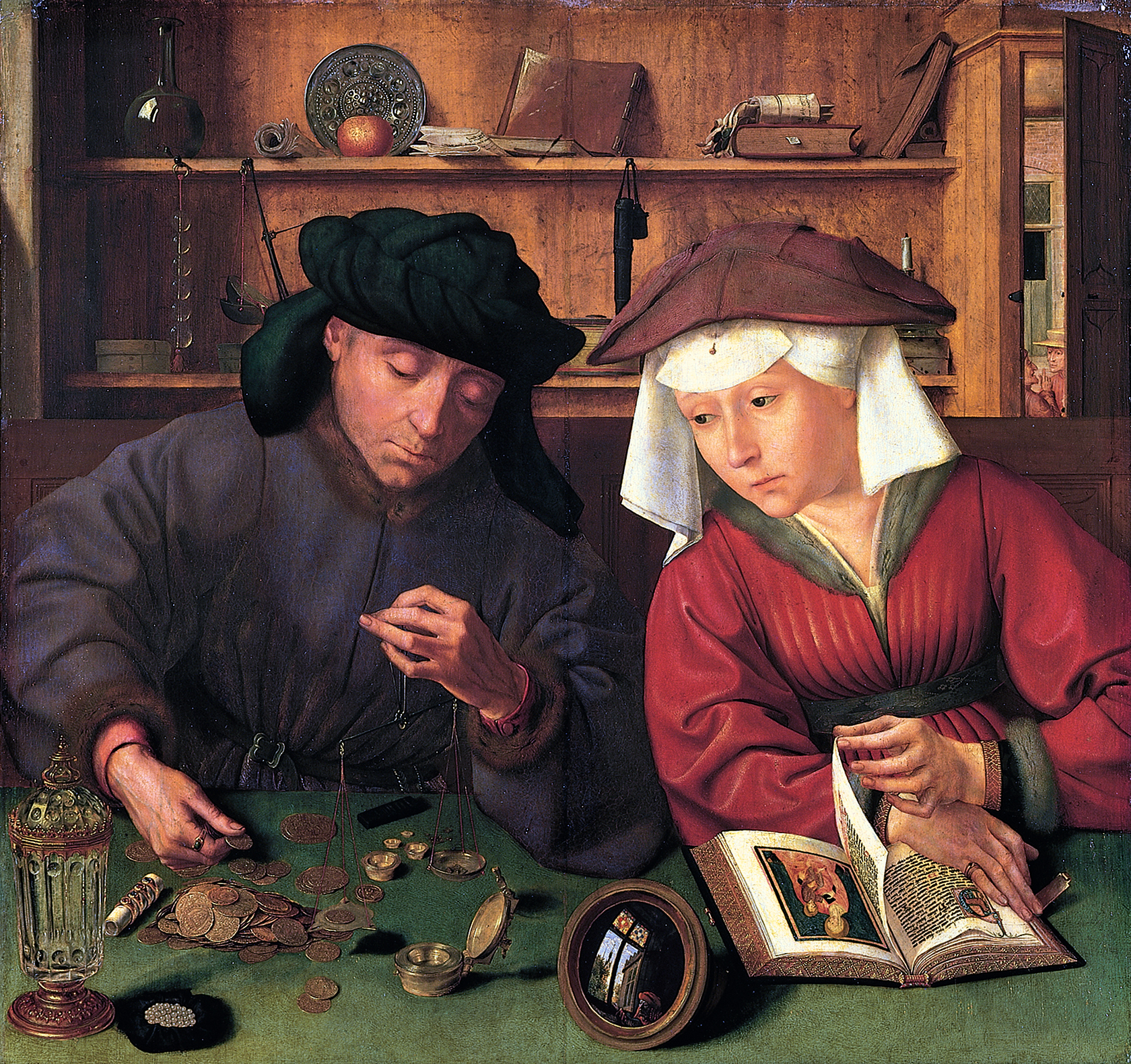
Quentin Massys, Il cambiavalute e sua moglie, 1514, esempio di coppia borghese.

La borghesia è la classe sociale che si afferma con la rivoluzione industriale. La sua origine è tuttavia molto antecedente e risale al Medioevo, indicando una libera professione: dall'artigiano, al mercante, al medico. Successivamente diventa sinonimo di capitalista, colui che possiede un capitale da investire e pertanto i mezzi di produzione.

## Etimologia
Ottorino Pianigiani fa derivare la parola dal latino tardo búrgus, nell'accezione di città/borgo, mediante l'aggettivo burgensis. Il significato è dunque prossimo a cittadino.

## Storia
In Europa il predominio storico della borghesia è associato all'affermarsi della democrazia rappresentativa. Nell'Inghilterra nel XVII secolo tale classe sociale già detiene il potere economico. Grazie alle rivoluzioni del 1640 e del 1688 si affianca alla nobiltà nella gestione politica del Paese. Gli Stati Uniti nasceranno con i caratteri tipici borghesi, mancando tradizioni legate al mondo feudale. In Italia e in Germania la borghesia raggiungerà il pieno potere con l'unità nazionale. In Francia la Rivoluzione francese segna una tappa fondamentale nella transizione dal "mondo antico" al "nuovo", rappresentato dall'accrescimento del prestigio e del ruolo sociale borghese. Il terzo Stato abolisce privilegi e diritti di tipo feudale impostando un programma di riforme istituzionali e di cambiamenti nei rapporti sociali. Honoré de Balzac — fra gli altri — nei suoi romanzi descriverà un preciso e profondo quadro dei sentimenti del mondo borghese, che si sviluppa in modo notevole in concomitanza delle rivoluzioni scientifica e industriale.
Nel XX secolo alcune sottocategorie — dai confini non di rado sfuggenti — vengono proposte per apportare precisazioni alla definizione:
- alta borghesia composta da detentori di capitali, industriali, agrari, commercianti, etc.;
- media borghesia composta da impiegati con compiti dirigenziali, funzionari, etc.;
- piccola borghesia composta da artigiani, piccoli commercianti, impiegati di categoria subordinata etc.[7]

In questa concezione, il proletariato sarebbe rappresentato da tutte le classi di lavoratori non abbienti. Tale interpretazione tende a ignorare l'originale focalizzazione sulla proprietà dei mezzi di produzione e non è condivisa da tutti gli economisti.
Il sociologo statunitense William Lloyd Warner (1898-1970) proporrà una classificazione — la cosiddetta "torta a sei strati" o "stratificazione moderna in sei classi sociali" — che attualmente ispira i vari indicatori socioeconomici utilizzati per suddividere, quantificare e gerarchizzare intere popolazioni:
1. ricchi di famiglia;
2. nuovi ricchi;
3. professionisti;
4. impiegati;
5. lavoratori;
6. disoccupati.[9]

### Nella teoria marxista
Per Karl Marx la borghesia è la classe sociale che detiene il controllo dei mezzi di produzione e di distribuzione: nei Manoscritti economico-filosofici del '44 individua nelle condizioni del lavoro alienato la contraddizione essenziale della società borghese, desumendo dalla dialettica hegeliana la convinzione della necessità intrinseca del superamento dell'alienazione attraverso il comunismo.

### Nelle arti
Nell'arte e nella letteratura il passaggio storico rappresentato dalla decadenza della nobiltà e dell'ascesa della borghesia, che non di rado si fonde con l'aristocrazia ormai al tramonto è efficacemente immortalato — oltre che dal citato Honoré de Balzac — da Cervantes nel Don Chisciotte, Molière e dai pittori fiamminghi, che raffigurano borghesi di Anversa, Amsterdam etc.